# Verchnjaja Angara
La Verchnjaja Angara (in russo Ве́рхняя Ангара́?; in buriato: Дээдэ Ангар мүрэн), Angara Superiore, è un fiume della Russia siberiana orientale, immissario del lago Bajkal. Scorre nei rajon Mujskij e Severo-Bajkal'skij della Repubblica Autonoma della Buriazia.
Il fiume nasce all'incrocio delle catene Severo-Mujskij e Deljun-Uranskij (nella sezione occidentale dell'altopiano Stanovoj) e scorre in una valle dapprima piuttosto profonda, successivamente più ampia, piatta e interessata da zone paludose, mantenendo direzione mediamente ovest-sudovest; sfocia assieme alla Kičera con un piccolo delta nell'estrema parte settentrionale del lago Bajkal. L'Angara Superiore è gelato, in media, da fine ottobre ai primi di maggio. I suoi maggiori affluenti sono: Čuro (da destra), Jančuj, Kotera e Svetlaja (da sinistra). Il fiume è navigabile nell'ultimo tratto.
La linea principale della ferrovia Bajkal-Amur (BAM) corre lungo la valle del fiume per una distanza considerevole, dalla foce del fiume alla confluenza del suo affluente sinistro, il fiume Angarakan, dove la BAM si dirige a est attraverso il tunnel di Severomujsk.

## Ittiofauna
Il fiume è popolato da: bottatrice, salmone siberiano e altri Salmonidi (Thymallinae); nei tratti inferiori da: ido, luccio e pesce persico. L'omul del Bajkal viene a deporre qui le uova.